# Comité Paralímpico de Portugal
O Comité Paralímpico de Portugal (CPP) é a organização que coordena o desporto paralímpico em Portugal. Foi fundado a 26 de setembro de 2008 e tem sua sede na cidade de Loures. Está filiado ao Comité Paralímpico Europeu e ao Comité Paralímpico Internacional.

## Membros
- Associação Nacional de Desporto para a Deficiência Intelectual (ANDDI)
- Associação Nacional de Desporto para Deficientes Motores (ANDDEMOT)
- Associação Nacional de Desporto para Deficientes Visuais (ANDDVIS)
- Confederação Portuguesa das Associações de Treinadores (CPAT)
- Escola Superior de Desporto de Rio Maior (ESDRM)
- Federação Académica do Desporto Universitário (FADU)
- Federação de Andebol de Portugal (FAP)
- Federação de Campismo e Montanhismo de Portugal (FCMP)
- Federação de Desportos de Inverno de Portugal (FDI Portugal)
- Federação Equestre Portuguesa (FEP)
- Faculdade de Motricidade Humana (FMH)
- Federação Nacional de Karaté - Portugal (FNK)
- Federação Portuguesa de Artes Marciais Chinesas (FPAMC)
- Federação Portuguesa de Atletismo (FPA)
- Federação Portuguesa de Badminton (FPB)
- Federação Portuguesa de Canoagem (FPC)
- Federação Portuguesa de Ciclismo (UVP-FPC)
- Federação Portuguesa de Desporto para Pessoas com Deficiência (FPDD)
- Federação Portuguesa de Golfe (FPG)
- Federação Portuguesa de Judo (FPJ)
- Federação Portuguesa de Lutas Amadoras (FPLA)
- Federação Portuguesa de Natação (FPN)
- Federação Portuguesa de Orientação (FPO)
- Federação Portuguesa de Taekwondo (FPTKD)
- Federação Portuguesa de Ténis (FPT)
- Federação Portuguesa de Ténis de Mesa (FPTM)
- Federação Portuguesa de Tiro (FPT)
- Federação de Triatlo de Portugal (FPT)
- Federação Portuguesa de Remo (FPR)
- Federação Portuguesa de Vela (FPV)
- Federação Portuguesa de Voleibol (FPV)
- Liga Portuguesa de Desporto para Surdos (LPDS)
- Panathlon Clube de Lisboa (PCL)
- Paralisia Cerebral - Associação Nacional de Desporto (PC-AND)
- Universidade de Évora (UE)
- Universidade de Trás-os-Montes e Alto Douro (UTAD)[4]